# XSL
XSL, eXtensible Stylesheet Language är en standard (språk/vokabulär) inom XML-konceptet för presentation, filtrering och transformering av XML-dokument som varit under utveckling alltsedan XML kom till. 
XSL består egentligen av fyra delar (språk) för olika ändamål:
- XSL är ett språk för att utforma XML-presentationer, så att XML-dokumentet kan läsas, höras eller på annat sätt göras förståeligt för mottagaren,
- XSLT är ett språk för transformering av XML-dokumentet till andra dokumentformat eller till andra XML-dokument,
- XSLFO är ett språk för att beskriva XML-dokumentets layout,
- XPath är ett språk för att definiera XML-dokumentets delar eller mönster och används för att adressera delar av dokument.